# 飯澤明彦
飯澤 明彦（いいざわ あきひこ、1961年10月16日 - ）は、日本の政治家。北海道砂川市長（1期）。元砂川市議会議員（4期）。

## 来歴
北海道砂川市出身。北海道砂川南高等学校卒。卒業後は砂川市役所に勤務する。砂川市役所退職後、砂川市議会議員選挙に立候補を表明する。
2007年に砂川市議会議員に初当選。議員を4期務め、2011年砂川市議会副議長、2015年砂川市議会議長に就任する（所属政党は民主党→立憲民主党）。
2023年の砂川市長選挙に立候補し、無投票で当選した。
2023年4月27日、砂川市長就任。